# Highspeed 6
Le Volcán de Teno  est un navire à grande vitesse exploité par Naviera Armas  depuis 2017 en tant que catamaran-Ferry. Il a été construit par le chantier Incat Group of Companies à Hobart en Tasmanie en 2000.

## Histoire
C'est l'un des six catamarans « perce-vagues » (wave-piercing) de 96 m construit par Incat. Il a été livré à la compagnie espagnole Acciona Trasmediterránea en juin 2000 où il est entré en service sous le nom de HSC Milenium pour faire les traversées entre Barcelone et Palma.
Pour ses lignes à grande vitesse Acciona Trasmediterránea le remplace par les Milenium dos et Milenium tres.
Il a été auparavant vendu à la compagnie grecque Hellenic Seaways et rebaptisé Highspeed 6.
Acquis en 2017 par la compagnie espagnole Naviera Armas, il opère aujourd'hui une rotation journalière entre le port de Motril (Espagne) et le port d'Al Hoceïma (Maroc) les Samedi, Dimanche et Lundi ainsi que des rotations entre Motril et Melilla.